# ألفريدو زيتاروسا
ألفريدو زيتاروسا (10 مارس 1932 – 17 يناير 1989) هو مغن مؤلف، شاعر وصحفي أوروغواياني اختص فنه في الفلكلور الأوروغواياني الأرجنتيني أو مايعرف بالزامبا والميلونجا (بالإسبانية: Zamba y Milonga). حيث أصبح قائدا شكليا لحركة المويسقى الحديثة (بالإسبانية: nueva canción) في بلاده، كما عرف بدعمه للأفكار الشيوعية، عاش في المنفى بين سنوات 1976 و 1984. كما يعتبر من أكثر الموسيقيين تأثيرا في أمريكا اللاتينية.

## حايته
بدأ زيتاروسا حياته الفنية منذ 1954 كمذيع راديو، ثم تحول إلى ليبريتو فأصبح بعدها ممثلا بالإضافة إلى موهبته في كتابة الشعر وموهبته الصحفية التي مكنته من العمل في الجريدة الأسبوعية الشهيرة مارشا بالإسبانية.
خلال فترة عيشه في بيرو، كانت انطلاقة زيتاروسا الفنية كمغني بسبب صديق له الذي دبر له عملا في برنامج تلفزيوني كان يغني في مقابل 50 دولارا.
بعدها بمدة قصيرة، رحل زيتاروسا نحو بوليفيا حيث عمل في راديو لاباز، عُرِف منذ بداياته بصوته الفولكلوري الشعبي الذي اشتهر في أمريكا اللاتينية بالإضافة إلى القيثارة التي لازمته خلال مسيرته في الغناء.